# ستيف بيرد
ستيف بيرد (بالإنجليزية: Steve Byrd)‏ هو عازف قيثارة بريطاني، ولد في 25 سبتمبر 1955 في شفيلد في المملكة المتحدة، وتوفي في 2 أكتوبر 2016 في ميونخ في ألمانيا.

## وصلات خارجية
- ستيف بيرد على موقع IMDb (الإنجليزية)
- ستيف بيرد على موقع ميوزك برينز (الإنجليزية)
- ستيف بيرد على موقع أول ميوزيك (الإنجليزية)
- ستيف بيرد على موقع ديسكوغز (الإنجليزية)